# Antroposfera
Antroposfera – sfera kuli ziemskiej (obręb biosfery), w której działa człowiek. Jest to zazwyczaj obszar poddany silnej antropopresji, ulega on poszerzeniu wraz z rozwojem cywilizacji. Antroposfera obejmuje m.in. obszary zurbanizowane. Aktualnie w badaniach naukowych badany jest wpływ przekształceń środowiska przyrodniczego dokonywanych przez człowieka również na tę sferę.
Termin używany w naukach przyrodniczych, ekologii i geografii. Antroposfera jest też czasem nazywana noosferą - sferą rozumu.